# Typometrie (Druckverfahren)
Die Typometrie war ein im letzten Drittel des 18. und in der ersten Hälfte des 19. Jahrhunderts angewandtes kartografisches Druckverfahren, das sich der stilistischen und technischen Mittel des Buchdrucks bediente. Dieses Verfahren wurde mutmaßlich von dem Kartografen August Gottlieb Preuschen verwendet.
Der Begriff Typometrie kam außer Gebrauch, als sich andere Druckverfahren durchsetzten. Der Typograf Wolfgang Beinert schlug im Jahr 2003 vor, ihn mit neuer Bedeutung im Bereich der Typografie zu verwenden, siehe Typometrie (Typografie).